# Швендратсайм
Швендратсайм (фр. Schwindratzheim) — коммуна на северо-востоке Франции в регионе Гранд-Эст (бывший Эльзас — Шампань — Арденны — Лотарингия), департамент Нижний Рейн, округ Саверн, кантон Буксвиллер. До марта 2015 года коммуна административно входила в состав упразднённого кантона Ошфельден (округ Страсбур-Кампань).
Площадь коммуны — 9,14 км², население — 1619 человек (2006) с тенденцией к стабилизации: 1578 человек (2013), плотность населения — 172,7 чел/км².

## Население
Население коммуны в 2011 году составляло 1580 человек, в 2012 году — 1574 человека, а в 2013-м — 1578 человек.
| 1962 | 1968 | 1975 | 1982 | 1990 | 1999 | 2006 | 2008 | 2011 | 2012 | 2013 |
| ---- | ---- | ---- | ---- | ---- | ---- | ---- | ---- | ---- | ---- | ---- |
| 1160 | 1281 | 1367 | 1511 | 1550 | 1670 | 1619 | 1604 | 1580 | 1574 | 1578 |

Динамика населения:

## Экономика
В 2010 году из 1036 человек трудоспособного возраста (от 15 до 64 лет) 786 были экономически активными, 250 — неактивными (показатель активности 75,9 %, в 1999 году — 73,7 %). Из 786 активных трудоспособных жителей работали 733 человека (387 мужчин и 346 женщин), 53 числились безработными (34 мужчины и 19 женщин). Среди 250 трудоспособных неактивных граждан 92 были учениками либо студентами, 98 — пенсионерами, а ещё 60 — были неактивны в силу других причин.

## Достопримечательности (фотогалерея)

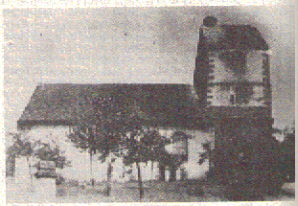
Церковь (фото до реконструкции 1904-1906 г)
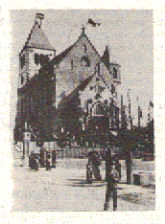
Церковь (фото 1906 г)